# Unión Deportiva Almería
La Unión Deportiva Almería és un club de futbol de la ciutat d'Almeria, a Andalusia. Va ser fundat el 1989. Actualment juga a la segona divisió espanyola.

## Història
El club va néixer el 1989 amb el nom d'Almería Club de Fútbol. El 2001, l'altre club de la ciutat, el Club Polideportivo Almería, que com l'Almería CF jugava a la Segona B, es va retirar de la competició i l'Almería CF canvià el nom a Unión Deportiva Almería.
El 2002 va aconseguir l'ascens a segona divisió i el 2007, a primera divisió.

### Cronologia dels clubs de futbol d'Almeria
- 1909-1916 Almería Foot-Ball Club
- 1914-1916 Almería Athlétic Club
- 1914 Almería Sporting Club
- 1916-1932 Almería Sporting Club (refundat per fusió d'Almería FC i Almería AC)
- 1932-1936 Athlétic Club de Almería (canvi de nom de l'Almeria SC)
- 1946-1947 Almería Club de Fútbol (a partir del CD Ferroviaria)
- 1947-1953 Unión Deportiva Almería (fusió d'Almería CF i Náutico)
- 1953-1959 Club Atlético Almería (canvi de nom de la UD Almería)
- 1960-1964 Club Deportivo Hispania
- 1964-1969 Club Deportivo Almería (canvi de nom del CD Hispania)
- 1971-1982 Agrupación Deportiva Almería
- 1983-2001 Club Polideportivo Almería
- 1989-2001 Almería Club de Fútbol
- 2001-avui Unión Deportiva Almería (canvi d'Almería Club de Fútbol)
- Video cronològic dels equips de la ciutat a youtube

## Dades del club
- Temporades a Primera divisió: 8
- Temporades a Segona divisió: 16
- Temporades a Segona divisió B: 6
- Temporades a Tercera divisió: 2

## Palmarès
- 1 Segona Divisió: 2021-22

## Jugadors

### Plantilla 2025-26
A 14 agost 2025
| N. | Pos. | Nac. | Jugador                          |
| -- | ---- | --- | -------------------------------- |
| 1  | POR  | [[Fitxer:Flag of Spain.svg\|23x15px\|border \|alt=Espanya\|link=Selecció de futbol d'Espanya\|{{#if:\|]]                                       | Andrés Fernández                 |
| 2  | MIG  | [[Fitxer:Flag of Catalonia.svg\|23x15px\|border \|alt=Catalunya\|link=Selecció de futbol de Catalunya\|{{#if:\|]]                              | Arnau Puigmal                    |
| 3  | DEF  | [[Fitxer:Flag of the Valencian Community (2x3).svg\|23x15px\|border \|alt=País Valencià\|link=Selecció de futbol del País Valencià\|{{#if:\|]] | Álex Muñoz                       |
| 4  | DEF  | [[Fitxer:Flag of Portugal (official).svg\|23x15px\|border \|alt=Portugal\|link=Selecció de futbol de Portugal\|{{#if:\|]]                      | Nélson Monte                     |
| 5  | MIG  | [[Fitxer:Flag of Catalonia.svg\|23x15px\|border \|alt=Catalunya\|link=Selecció de futbol de Catalunya\|{{#if:\|]]                              | Selvi Clua                       |
| 6  | MIG  | [[Fitxer:Flag of Portugal (official).svg\|23x15px\|border \|alt=Portugal\|link=Selecció de futbol de Portugal\|{{#if:\|]]                      | André Horta (cedit pel SC Braga) |
| 7  | MIG  | [[Fitxer:Flag of Brazil.svg\|23x15px\|border \|alt=Brasil\|link=Selecció de futbol del Brasil\|{{#if:\|]]                                      | Lázaro                           |
| 8  | MIG  | [[Fitxer:Flag of Portugal (official).svg\|23x15px\|border \|alt=Portugal\|link=Selecció de futbol de Portugal\|{{#if:\|]]                      | Gui Guedes                       |
| 10 | MIG  | [[Fitxer:Flag of Catalonia.svg\|23x15px\|border \|alt=Catalunya\|link=Selecció de futbol de Catalunya\|{{#if:\|]]                              | Nico Melamed                     |
| 11 | MIG  | [[Fitxer:Flag of Spain.svg\|23x15px\|border \|alt=Espanya\|link=Selecció de futbol d'Espanya\|{{#if:\|]]                                       | Sergio Arribas                   |
| 12 | DAV  | [[Fitxer:Flag of Brazil.svg\|23x15px\|border \|alt=Brasil\|link=Selecció de futbol del Brasil\|{{#if:\|]]                                      | Léo Baptistão                    |
| 13 | POR  | [[Fitxer:Flag of Spain.svg\|23x15px\|border \|alt=Espanya\|link=Selecció de futbol d'Espanya\|{{#if:\|]]                                       | Fernando Martínez                |

| N. | Pos. | Nac. | Jugador         |
| -- | ---- | --- | --------------- |
| 15 | MIG  | [[Fitxer:Flag of Ghana.svg\|23x15px\|border \|alt=Ghana\|link=Selecció de futbol de Ghana\|{{#if:\|]]                                          | Iddrisu Baba    |
| 16 | DEF  | [[Fitxer:Flag of Spain.svg\|23x15px\|border \|alt=Espanya\|link=Selecció de futbol d'Espanya\|{{#if:\|]]                                       | Marcos Luna     |
| 17 | MIG  | [[Fitxer:Flag of Senegal.svg\|23x15px\|border \|alt=Senegal\|link=Selecció de futbol del Senegal\|{{#if:\|]]                                   | Dion Lopy       |
| 18 | DEF  | [[Fitxer:Flag of Italy.svg\|23x15px\|border \|alt=Itàlia\|link=Selecció de futbol d'Itàlia\|{{#if:\|]]                                         | Federico Bonini |
| 19 | DAV  | [[Fitxer:Flag of Cameroon.svg\|23x15px\|border \|alt=Camerun\|link=Selecció de futbol del Camerun\|{{#if:\|]]                                  | Patrick Soko    |
| 20 | DEF  | [[Fitxer:Flag of the Valencian Community (2x3).svg\|23x15px\|border \|alt=País Valencià\|link=Selecció de futbol del País Valencià\|{{#if:\|]] | Álex Centelles  |
| 21 | DEF  | [[Fitxer:Flag of Spain.svg\|23x15px\|border \|alt=Espanya\|link=Selecció de futbol d'Espanya\|{{#if:\|]]                                       | Chumi           |
| 22 | DEF  | [[Fitxer:Flag of Curaçao.svg\|23x15px\|border \|alt=Curaçao\|link=Selecció de futbol de Curaçao\|{{#if:\|]]                                    | Daijiro Chirino |
| 23 | MIG  | [[Fitxer:Flag of Spain.svg\|23x15px\|border \|alt=Espanya\|link=Selecció de futbol d'Espanya\|{{#if:\|]]                                       | Adri Embarba    |
| 29 | MIG  | [[Fitxer:Flag of Serbia.svg\|23x15px\|border \|alt=Sèrbia\|link=Selecció de futbol de Sèrbia\|{{#if:\|]]                                       | Stefan Džodić   |
| 31 | POR  | [[Fitxer:Flag of Spain.svg\|23x15px\|border \|alt=Espanya\|link=Selecció de futbol d'Espanya\|{{#if:\|]]                                       | Bruno Iribarne  |
| 36 | DAV  | [[Fitxer:Flag of Montenegro.svg\|23x15px\|border \|alt=Montenegro\|link=Selecció de futbol de Montenegro\|{{#if:\|]]                           | Marko Perović   |

### Equip filial
| N. | Pos. | Nac. | Jugador     |
| -- | ---- | --- | ----------- |
| 32 | DEF  | [[Fitxer:Flag of Spain.svg\|23x15px\|border \|alt=Espanya\|link=Selecció de futbol d'Espanya\|{{#if:\|]] | Pedro Fidel |

### Altres jugadors amb contracte
| N. | Pos. | Nac. | Jugador         |
| -- | ---- | --- | --------------- |
| —  | POR  | [[Fitxer:Flag of Portugal (official).svg\|23x15px\|border \|alt=Portugal\|link=Selecció de futbol de Portugal\|{{#if:\|]] | Luís Maximiano  |
| —  | DEF  | [[Fitxer:Flag of Catalonia.svg\|23x15px\|border \|alt=Catalunya\|link=Selecció de futbol de Catalunya\|{{#if:\|]]         | Edgar González  |
| —  | MIG  | [[Fitxer:Flag of Argentina.svg\|23x15px\|border \|alt=Argentina\|link=Selecció de futbol de l'Argentina\|{{#if:\|]]       | Lucas Robertone |

| N. | Pos. | Nac. | Jugador         |
| -- | ---- | --- | --------------- |
| —  | DAV  | [[Fitxer:Flag of Mali.svg\|23x15px\|border \|alt=Mali\|link=Selecció de futbol de Mali\|{{#if:\|]]                            | Ibrahima Koné   |
| —  | DAV  | [[Fitxer:Flag of Guinea-Bissau.svg\|23x15px\|border \|alt=Guinea Bissau\|link=Selecció de futbol de Guinea Bissau\|{{#if:\|]] | Marciano Tchami |

### Cedits a altres equips
| N. | Pos. | Nac. | Jugador                                                         |
| -- | ---- | --- | --------------------------------------------------------------- |
| —  | DEF  | [[Fitxer:Flag of Spain.svg\|23x15px\|border \|alt=Espanya\|link=Selecció de futbol d'Espanya\|{{#if:\|]]         | Álex Pozo (al Jagiellonia Białystok fins al 30 de juny de 2026) |
| —  | DEF  | [[Fitxer:Flag of Mozambique.svg\|23x15px\|border \|alt=Moçambic\|link=Selecció de futbol de Moçambic\|{{#if:\|]] | Bruno Langa (al Pafos FC fins al 30 de juny de 2026)            |
| —  | MIG  | [[Fitxer:Flag of Spain.svg\|23x15px\|border \|alt=Espanya\|link=Selecció de futbol d'Espanya\|{{#if:\|]]         | Rubén Quintanilla (al CE Eldenc fins al 30 de juny de 2026)     |

| N. | Pos. | Nac. | Jugador                                                                  |
| -- | ---- | --- | ------------------------------------------------------------------------ |
| —  | DAV  | [[Fitxer:Flag of England.svg\|23x15px\|border \|alt=Anglaterra\|link=Selecció de futbol d'Anglaterra\|{{#if:\|]] | Arvin Appiah (a l'Amiens SC fins al 30 de juny de 2026)                  |
| —  | DAV  | [[Fitxer:Flag of Uruguay.svg\|23x15px\|border \|alt=Uruguai\|link=Selecció de futbol de l'Uruguai\|{{#if:\|]]    | Juan Manuel Gutiérrez (al Defensa y Justicia fins al 30 de juny de 2026) |
| —  | DAV  | [[Fitxer:Flag of Serbia.svg\|23x15px\|border \|alt=Sèrbia\|link=Selecció de futbol de Sèrbia\|{{#if:\|]]         | Marko Milovanović (al FC Alverca fins al 30 de juny de 2026)             |

### Plantilles d'anteriors temporades
- Plantilla de la temporada 2006-2007
- Plantilla de la temporada 2005-2006